# کاپدو
کاپدو روستایی در استان ریفت والی، کنیا می‌باشد.